# Miroslav Poche
Miroslav Poche, né le 3 juin 1978 à Chlumec nad Cidlinou, est un homme politique tchèque, membre du Parti social-démocrate tchèque (ČSSD).

## Biographie
Miroslav Poche est élu au Parlement européen lors des élections européennes de 2014.